# 中谷正義
中谷 正義（なかたに まさよし、1989年3月8日 - ）は、日本の元プロボクサー。大阪府大阪市出身。帝拳ボクシングジム所属。
かつては井岡ボクシングジム・プロフェッショナルに所属していた。

## 来歴

### アマチュア時代
大阪市立新東三国小学校、大阪市立東三国中学校卒業。中学のときにアポロ嘉男のジムでボクシングを始める。中学3年から高校1年までは日本拳法もやっていた。興國高等学校では井岡一翔、宮崎亮らが同期で、3年時にインターハイでベスト8に入り、団体戦では優勝に貢献した。なお、高校3年時にインターハイで相手選手の肩に噛みつくラフファイトをしたことがある。
高校卒業後は近畿大学に進学、アマチュア65戦を経験。しかし、近大ボクシング部は部員の不祥事のため在学中に廃部となり、そのため、それ以降はアマチュアのボクシングジムであるウイングジムで練習していた。

### プロ時代
2011年6月12日、松下IMPホールで塩川勝久と対戦し、4回1分35秒TKO勝ちを収めプロデビュー戦を勝利で飾った。
2012年8月12日、神戸市立中央体育館でOPBF東洋太平洋ライト級13位のロネル・エスパラスとノンタイトル8回戦を行い、初回2分45秒KO勝ちを収めた。
2013年7月25日、後楽園ホールで日本ライト級6位の土屋修平と対戦し、3回1分58秒KO勝ちを収めた。
2014年1月11日、後楽園ホールでOPBF東洋太平洋ライト級王者加藤善孝に挑戦し、12回2-0（116-112×2、114-114）の判定勝ちを収めプロ7戦目にしてOPBF王座を獲得した 。2月5日、東日本ボクシング協会のの月間MVPに選出された。
2014年5月7日、大阪府立体育会館でOPBF東洋太平洋ライト級7位の原田門戸と対戦し、3-0（116-112、117-111、118-110）の判定勝ちを収めOPBF王座の初防衛に成功した。
2014年10月28日、神戸市立中央体育館でOPBF東洋太平洋ライト級12位の宇佐美太志と対戦し、3-0（119-111、118-110、118-111）の判定勝ちを収めOPBF王座の2度目の防衛に成功した。
2015年4月5日、大阪府立体育会館でOPBF東洋太平洋ライト級8位のアクセル住吉と対戦し、12回3-0（119-109×2、118-110）の判定勝ちを収めOPBF王座の3度目の防衛に成功した。
2015年8月28日、神戸市立中央体育館で行われた「リアルスピリッツ×ザ・ヒート」でOPBF東洋太平洋ライト級4位の村田和也と対戦し、5回終了時にリングドクターが村田に眼底骨折の疑いがあると診断し、レフェリーが試合終了を宣告した為TKO勝ちを収めOPBF王座の4度目の防衛に成功した。
2016年4月17日、大阪府立体育会館第2競技場でOPBF東洋太平洋ライト級15位の闘将青木誠と対戦し、初回1分19秒TKO勝ちを収めOPBF王座の5度目の防衛に成功した。
2016年11月11日、神戸市立中央体育館でOPBF東洋太平洋ライト級15位のアラン・タナダと対戦し、7回1分35秒TKO勝ちを収めOPBF王座の6度目の防衛に成功した。
2017年4月9日、大阪府立体育会館でOPBF東洋太平洋ライト級14位のゲーオファー・トー・ブワマースと対戦し、12回3-0（115-113、116-113、118-110）の判定勝ちを収めOPBF王座の7度目の防衛に成功した。
2017年9月3日、島津アリーナ京都でOPBF東洋太平洋ライト級1位のライアン・セルモナと対戦し、4回1分24秒TKO勝ちを収めOPBF王座の8度目の防衛に成功した。
2018年2月24日、大阪府立体育会館第2競技場でOPBF東洋太平洋ライト級3位のパランペッチ・トー・ブワマースと対戦し、6回1分45秒KO勝ちを収めOPBF王座の9度目の防衛に成功した。
2018年7月29日、大阪府立体育会館第2競技場で日本ユースライト級王者の富岡樹と対戦し、11回2分40秒TKO勝ちを収めOPBF王座10度目の防衛に成功した。
2018年12月9日、大阪府立体育会館第2競技場でOPBF東洋太平洋ライト級3位のハリケーン風太と対戦し、4回1分43秒TKO勝ちを収めOPBF王座11度目の防衛に成功した。
2019年7月19日、米メリーランド州オクソンヒルのMGMナショナルハーバーでIBFライト級挑戦者決定戦としてIBF同級4位のテオフィモ・ロペスと対戦し、12回0-3（110-118×2、109-119）で判定負けを喫し、リチャード・カミーへの挑戦権獲得に失敗した。
2019年9月2日付で、OPBF東洋太平洋ライト級王座を返上した。
2019年9月27日、自身のTwitterで「理由としてはデビューしてから一回でも負けたら辞めようと思ってたからです」と現役引退を表明した。
2020年12月3日、現役復帰し、帝拳ボクシングジムに移籍することを発表した。
2020年12月12日、米ネバダ州ラスベガスのMGMグランド内ザ・バブルでフェリックス・ベルデホとWBOインターコンチネンタルライト級王座決定戦を行い、1回と4回に計2度のダウンを奪われるも、9回1分45秒で逆転TKO勝ちを収め王座を獲得した。この試合はシャクール・スティーブンソンvsトカ・カーン・クレイリーの前座としてESPNで放送され平均視聴者数155万人を記録した。
2021年6月26日、米ネバダ州ラスベガスのヴァージンホテルズ・ラスベガス・シアターに2,072人の観衆を動員して、元ライト級3団体統一王者でリング誌パウンド・フォー・パウンドランキング9位のワシル・ロマチェンコとノンタイトル12回戦で対戦。5回終了間際に、ロマチェンコが中谷のクリンチをほどきながら左右フックを打ち込むと、のけぞった中谷がキャンバスに落下。中谷はグローブを振って「違う」と主審にスリップをアピールしたが、これはダウンの裁定となった。迎えた9回、ロマチェンコが左ストレート、右フックを打ち込んでいくと、中谷の足元がゆれて防戦一方に。左が決まった瞬間に、中谷がヒザをついたところで主審が止め、9回1分48秒TKO負けを喫した。
2022年11月1日、さいたまスーパーアリーナで行われた寺地拳四朗 対 京口紘人戦の前座で、WBOアジアパシフィックライト級王者吉野修一郎に挑戦し、6回1分14秒TKO負けを喫し王座獲得に失敗した。
2023年5月29日、twitterで引退を発表した。
2024年9月15日、 大阪府吹田市に「中谷ボクシングフィットネスクラブ」をオープンした。プロ加盟はしない方針。

## 戦績
- アマチュアボクシング：60戦45勝(30KO・RSC)15敗
- プロボクシング：23戦20勝（14KO）3敗

| 戦           | 日付           | 勝敗 | 時間     | 内容    | 対戦相手                       | 国籍           | 備考                                        |
| ------------ | -------------- | ---- | -------- | ------- | ------------------------------ | -------------- | ------------------------------------------- |
| 1            | 2011年6月12日  | ☆    | 4R 1:35  | TKO     | 塩川勝久(トヤマ)               | 日本           | プロデビュー戦                              |
| 2            | 2011年10月2日  | ☆    | 6R       | 判定3-0 | 外村セビヨ鉄人（角海老宝石）   | 日本           |                                             |
| 3            | 2012年3月20日  | ☆    | 5R 1:32  | TKO     | ロエル・ラグナ                 | フィリピン     |                                             |
| 4            | 2012年8月12日  | ☆    | 1R 2:45  | KO      | ロネル・エスパラス             | フィリピン     |                                             |
| 5            | 2013年4月26日  | ☆    | 2R 2:16  | KO      | ナムポル・ソー・チャンタシー   | タイ           |                                             |
| 6            | 2013年7月25日  | ☆    | 3R 1:58  | KO      | 土屋修平（角海老宝石）         | 日本           |                                             |
| 7            | 2014年1月11日  | ☆    | 12R      | 判定2-0 | 加藤善孝（角海老宝石）         | 日本           | OPBF東洋太平洋ライト級タイトルマッチ        |
| 8            | 2014年5月7日   | ☆    | 12R      | 判定3-0 | 原田門戸（横浜さくら）         | 日本           | OPBF防衛1                                   |
| 9            | 2014年10月28日 | ☆    | 12R      | 判定3-0 | 宇佐美太志（岐阜ヨコゼキ）     | 日本           | OPBF防衛2                                   |
| 10           | 2015年4月5日   | ☆    | 12R      | 判定3-0 | アクセル住吉（関門JAPAN）      | 日本           | OPBF防衛3                                   |
| 11           | 2015年8月28日  | ☆    | 5R 終了  | TKO     | 村田和也（千里馬神戸）         | 日本           | OPBF防衛4                                   |
| 12           | 2016年4月17日  | ☆    | 1R 1:19  | TKO     | 闘将青木誠（グリーンツダ）     | 日本           | OPBF防衛5                                   |
| 13           | 2016年11月11日 | ☆    | 7R 1:35  | TKO     | アラン・タナダ                 | フィリピン     | OPBF防衛6                                   |
| 14           | 2017年4月9日   | ☆    | 12R      | 判定3-0 | ゲーオファー・トー・ブワマース | タイ           | OPBF防衛7                                   |
| 15           | 2017年9月3日   | ☆    | 4R 1:24  | TKO     | ライアン・セルモナ             | フィリピン     | OPBF防衛8                                   |
| 16           | 2018年2月24日  | ☆    | 6R 1:45  | KO      | パランペッチ・トー・ブワマース | タイ           | OPBF防衛9                                   |
| 17           | 2018年7月29日  | ☆    | 11R 2:40 | TKO     | 富岡樹（REBOOT）               | 日本           | OPBF防衛10                                  |
| 18           | 2018年12月9日  | ☆    | 4R 1:43  | TKO     | ハリケーン風太（カシミ）       | 日本           | OPBF防衛11                                  |
| 19           | 2019年7月19日  | ★    | 12R      | 判定0-3 | テオフィモ・ロペス             | アメリカ合衆国 | IBF世界ライト級挑戦者決定戦                 |
| 20           | 2020年12月12日 | ☆    | 9R 1:45  | TKO     | フェリックス・ベルデホ         | プエルトリコ   | WBOインターコンチネンタルライト級王座決定戦 |
| 21           | 2021年6月26日  | ★    | 9R 1:48  | TKO     | ワシル・ロマチェンコ           | ウクライナ     |                                             |
| 22           | 2022年6月13日  | ☆    | 1R 1:12  | KO      | ハルモニート・デラ・トーレ     | フィリピン     |                                             |
| 23           | 2022年11月1日  | ★    | 6R 1:14  | TKO     | 吉野修一郎（三迫）             | 日本           | WBOアジアパシフィックライト級タイトルマッチ |
| テンプレート |                |      |          |         |                                |                |                                             |

## 獲得タイトル
- 第46代OPBF東洋太平洋ライト級王座（防衛11=返上）
- WBOインターコンチネンタルライト級王座

## 受賞歴
- 東日本ボクシング協会 2014年1月度 月間MVP[9]